# René Standke
René Standke (* 1968 in Zwickau) ist ein deutscher Politiker (AfD), der bei der Landtagswahl 2024 in den Sächsischen Landtag gewählt wurde.

## Leben
Standke wurde 1968 in Zwickau geboren und lebt in der vogtländischen Gemeinde Muldenhammer. Er ist konfessionslos, ledig, hat ein Kind und ist Facharbeiter für Fertigungsmittel. Von 2009 bis 2013 war er in der IT-Branche und anschließend bis zum Landtagseinzug als wissenschaftlicher Mitarbeiter eines Landtagsabgeordneten tätig.

## Politik
Standke trat 2016 in die AfD ein und ist seit 2019 Gemeinderat in Muldenhammer sowie Kreisrat im Vogtlandkreis. Die Kreistagsfraktion führt er als Vorsitzender an. Den Kreisverband Vogtland führt er seit 2020. Zudem ist er ehrenamtlich im Beirat in der Skisport- und Schulinternat Vogtland GmbH (seit 2023) und als Aufsichtsrat in der Vogtland Kultur GmbH (seit 2024) aktiv.
Bei der Bürgermeisterwahl in Muldenhammer 2017 erhielt Standke 8,8 % der Stimmen. Standke zog bei der Landtagswahl in Sachsen 2024 über das Direktmandat im Wahlkreis Vogtland 3 mit einem Direktstimmenergebnis von 36,2 % in den Sächsischen Landtag ein. Er ist Mitglied im Petitionsausschuss und im Ausschuss für Soziales, Gesundheit und gesellschaftlichen Zusammenhalt.

## Belege
1. ↑  Öffentliche Bekanntmachung des Landrates über die zugelassenen Wahlvorschläge zur Wahl des Kreistages des Vogtlandkreises am 9. Juni 2024, Seite 10
2. 1 2  René Standke, AfD | Der Sächsische Landtag. Abgerufen am 17. November 2024.
3. ↑  Vogtlandkreis: Zusammensetzung. Abgerufen am 14. September 2024.
4. ↑  mdr.de: Wahlergebnisse Sachsen: René Standke (AfD) gewinnt den Wahlkreis Vogtland 3 | MDR.DE. Abgerufen am 14. September 2024.
5. ↑  Referat Kommunikation und Öffentlichkeitsarbeit: Wahlergebnisse - Wahlen - sachsen.de. Abgerufen am 14. September 2024.

| Personendaten    | Personendaten             |
| ---------------- | ------------------------- |
| NAME             | Standke, René             |
| KURZBESCHREIBUNG | deutscher Politiker (AfD) |
| GEBURTSDATUM     | 1968                      |
| GEBURTSORT       | Zwickau                   |